# Curtiss A-12 Shrike
Le Curtiss A-12 Shrike est le premier monoplan d'attaque au sol de l'USAAC.

## Design et développement

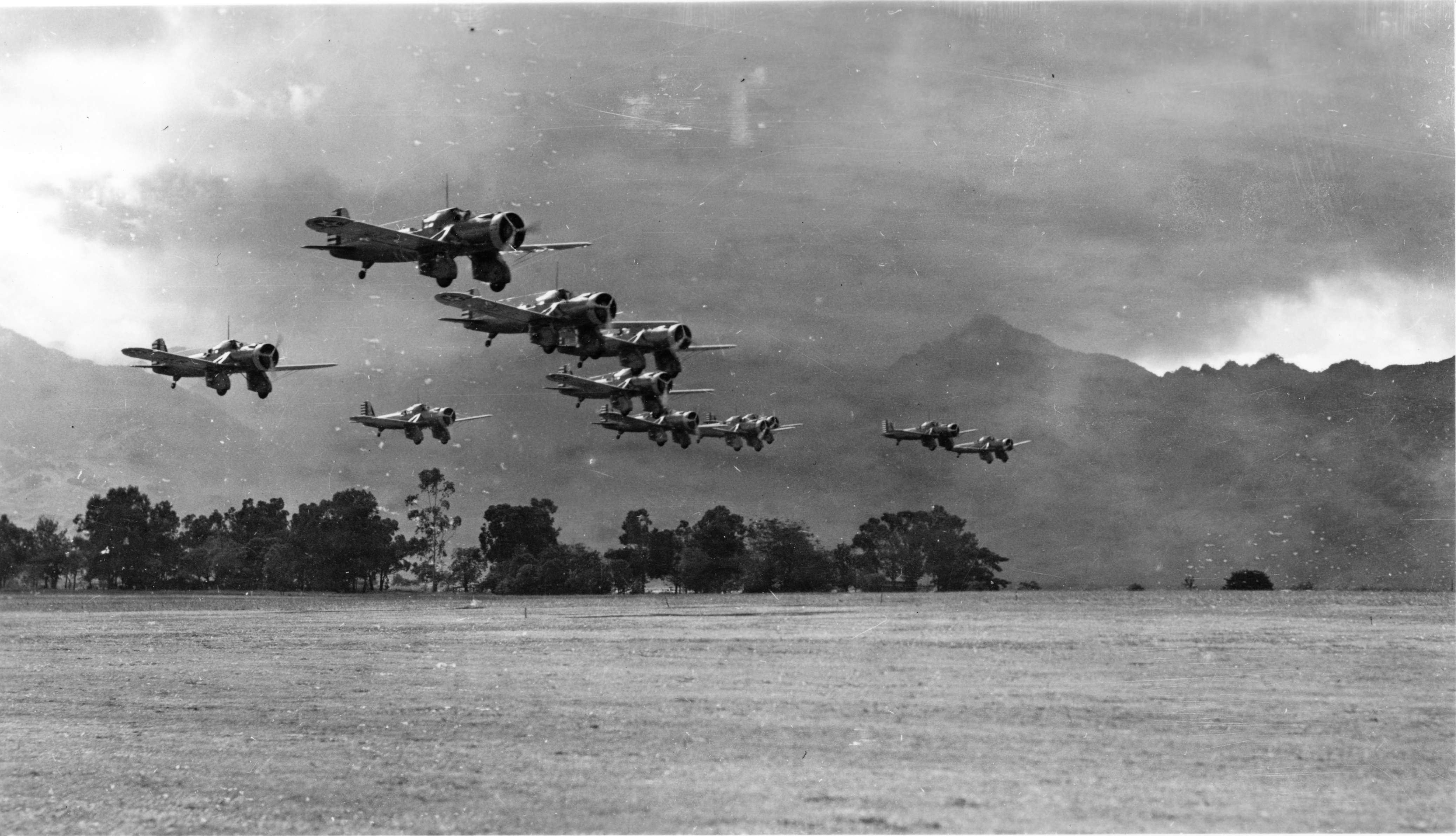
Photographie de onze Curtiss A-12 Shrike en formation près de Wheeler Field, Oahu, Hawaii, en 1940.

Le Model 60 fut développé en se basant sur les avancées du Curtiss XA-8 Shrike et du prototype Curtiss YA-10 Shrike. Cependant, il devient obsolète peu de temps après sa mise en service, notamment à cause des progrès très rapides de l'aviation à cette période. 
Cet avion possédait le cockpit ouvert introduit en production sur le A-8 et avait le même armement. Dans un but d'améliorer la coordination pilote/observateur, le cockpit arrière a été suffisamment avancé pour permettre de former une continuation en plexiglas juste derrière le siège du pilote.
Neuf A-12 de l'USAAC étaient toujours en service à Hickam Field le 7 décembre 1941 mais aucun ne participa aux combats.

## Service opérationnel
Le A-12 servit au sein du 3rd Attack Group en plus des 8th et 18th Pursuit Group. Les Shrikes survivants furent retirés du service juste après l'attaque sur Pearl Harbor en décembre 1941.

## Pays utilisateurs
- États-Unis : United States Army Air Corps

- République de Chine : vingt exemplaires en 1936 équipant les 27e et 28e escadrons du 9e Groupe. Ils furent utilisés quand la guerre sino-japonaise éclata. Leur premier succès furent quatre bombardiers légers japonais Aichi Type 94, le 15 août 1937. Cependant, après leur utilisation comme appui aérien pour les missions terrestres en Shanxi, les rares survivants furent réassignés à des taches d'entrainement.

### Développement lié
- Curtiss XA-8 Shrike
- Curtiss YA-10 Shrike

### Avion comparable
- Fokker XA-7